# Rudolf Haake
Hans Rudolf Haake (* 17. Oktober 1903 in Leipzig; † 12. April 1945 in Kelbra) war ein deutscher Kommunalpolitiker der NSDAP und übte 1937 sowie 1938/1939 das Amt des Oberbürgermeisters der Stadt Leipzig kommissarisch aus.

## Werdegang
Er wurde als Sohn des Leipziger Kaufmanns Gustav Haake geboren und legte 1921 an der örtlichen Öffentlichen Höheren Handelslehranstalt seine Reifeprüfung ab. In den folgenden zwei Jahren erlernte er in einer kaufmännischen Großhandlung für Bäckereibedarf den Beruf eines Handlungsgehilfen, bis 1924 war er in Leipzig als Kontorist und Lagerist tätig. Von 1924 bis 1928 arbeitete er im Unternehmen seines Vaters in Leipzig und Kelbra.
Im Jahr 1922 wurde Haake Mitglied der kurz zuvor gegründeten Leipziger Ortsgruppe der NSDAP, nach zeitweiligem Verbot trat er zum 1. April 1925 erneut der neu gegründeten Partei bei (Mitgliedsnummer 1.181). Zu diesem Zeitpunkt war er bereits intensiv am Aufbau der örtlichen Hitlerjugend beteiligt. Nach seinem Neueintritt in die NSDAP besuchte er deren Rednerschule, in der Folgezeit wurde Haake häufig als Agitator der Partei bei Versammlungen eingesetzt. 1930 wurde er in diesem Zusammenhang als Reichsredner ernannt.
Nachdem er von 1926 bis 1928 berufsbedingt in Kelbra lebte, wo er die dortige NSDAP-Ortsgruppe gründete, zog er zurück nach Leipzig. Hier studierte er für ein Jahr an der Handelshochschule Leipzig, von 1928 bis 1930 leitete Haake zusätzlich die Ortsgruppe in Borna. Bei den Leipziger Kommunalwahlen von 1929 und 1932 wurde Haake als Stadtverordneter gewählt, 1930 wurde er Leiter der Leipziger NSDAP-Geschäftsstelle. Ab 1933 war er Vizevorsteher der Stadtverordneten, im gleichen Jahr wurde er zum ehrenamtlichen Bürgermeister gewählt. 1935 erfolgte die Wahl zum berufsmäßigen Bürgermeister und damit gleichzeitig zum Stellvertreter des Oberbürgermeisters Carl Friedrich Goerdeler. Haake war Dezernent für das Statistische Amt, das Gewerbeamt, das Amt für Wehrmachtsangelegenheiten, das Schul- und Bildungsamt, das Markthallenamt, das Vermietungs- und Stadtverkehrsamt, das Stadtgesundheitsamt und die Beschäftigungsstelle.
Nach dem Machtantritt der Nationalsozialisten im Deutschen Reich verkörperte Haake wie kein Zweiter die Gleichschaltungspolitik in der Leipziger Stadtverwaltung. Nach der Ernennung des Oberbürgermeisters Carl Friedrich Goerdeler zum Reichskommissar für die Preisbildung im Jahre 1934 nutzte er die häufige Abwesenheit Goerdelers dazu aus, dessen zur NSDAP distanzierten kommunalpolitischen Kurs zu unterlaufen und zum Teil offen zu sabotieren. Im November 1936 wurde während einer Auslandsreise Goerdelers auf seine Veranlassung hin das Mendelssohn-Denkmal für den jüdischen Komponisten Felix Mendelssohn Bartholdy abgerissen. Da Goerdeler die Wiedererrichtung nicht durchsetzen konnte, nahm er seine Wiederwahl zum Leipziger Oberbürgermeister nicht an. Deshalb führte Haake ab dem 1. Januar 1937 kommissarisch das Amt des Leipziger Oberbürgermeisters bis zum Amtsantritt Walter Dönickes am 12. Oktober 1937. Nach der Absetzung Dönickes am 11. Oktober 1938 wurde Haake erneut zum kommissarischen Oberbürgermeister Leipzigs ernannt. In diesem Amt blieb er bis zum 20. August 1939. Sein Nachfolger wurde Alfred Freyberg.
In die Amtszeiten Haakes fallen die Bildung der Leipziger Stadtwerke (1937), die 725-jährigen Feierlichkeiten von Thomasschule und die Verhandlungen über die Eingliederung des Thomanerchors in die Hitlerjugend, die 125-Jahr-Feier der Völkerschlacht (1938), die Abschiebung von 1.598 Leipziger Juden im Rahmen der sogenannten Polenaktion nach Polen sowie die Novemberpogrome 1938, bei der sechs Leipziger Synagogen zerstört wurden, darunter die Große Gemeindesynagoge.
1943 wurden von dem amtierenden Oberbürgermeister Freyberg Korruptionsvorwürfe gegen Haake erhoben, woraufhin er aus der Stadtverwaltung entlassen wurde und mit seiner Familie nach Kelbra übersiedelte. Im Anschluss war Haake zeitweise Hauptarbeitsgebietsleiter der NSDAP in Litauen.
Am 12. April 1945 schoss Haake als Leiter des örtlichen Volkssturms aus einem Fenster des Rathauses in Kelbra auf amerikanische Soldaten, von denen er auch zwei verletzte. Bei der anschließenden Erstürmung des Hauses kam er ums Leben.
Er hinterließ seine Frau Gertrud, geborene Dreiling (1907–2000), die er 1931 geheiratet hatte, und sieben Kinder im Alter zwischen drei Monaten und dreizehn Jahren.

## Schriften
- Der Versammlungsleiter. Theodor Fritsch jun., Leipzig 1931.
- Der Leipziger Stadtbankskandal. Eine Anklage gegen bürgerlich marxistische Misswirtschaft. Verlag der NSDAP, Leipzig 1932.
- Kämpfer unter dem Hakenkreuz. Roman unserer Zeit. Blömer, Leipzig 1933.
- Das tönende Buch der Stadt Leipzig. Bibliographisches Institut, Leipzig 1935. [als Herausgeber]
- Das städtische Messe- und Ausstellungswesen. Kohlhammer, Stuttgart 1938.
- Leipzig, die Stadt ohne Raum. Leipzig 1939.